# لاکهید مارتین کت‌برد
لاکهید مارتین کَت‌بِرد (به انگلیسی: Lockheed Martin CATBird) یک هواگرد ساختِ کارخانهٔ هواپیماهای تجاری بوئینگ است. این هواگرد برای نخستین بار در ۲۳ ژانویه ۲۰۰۷ میلادی جهت تست اویونیک جنگنده پنهانکار نسل پنجم لاکهید مارتین اف-۳۵ لایتینگ ۲ مورد استفاده قرار گرفت.